# Лоуренс, Стив
Стив Лоуренс (англ. Steve Lawrence, настоящее имя — Сидни Лейбовиц, Sidney Liebowitz; 8 июля 1935, Бруклин, Нью-Йорк — 7 марта 2024, Лос-Анджелес, Калифорния) — американский певец и актёр, наибольшую известность которому принесли в основном песни, записанные с женой Эйди Горме; дуэт Steve and Eydie был завсегдатаем популярной в 1950-х годах телепрограммы Стива Алена The Tonight Show. Десять сольных альбомов Лоуренса входили в Billboard 200; в списках синглов выше других поднимались «Party Doll» (№ 5, 1957) и «Footsteps» (№ 7, 1960).

## Биография
Сидни Лейбовиц родился в семье Анны (в девичестве Гельб) и Макса Лейбовица в Бруклине, Нью-Йорк, обучался в средней школе Томаса Джефферсона (Thomas Jefferson High School), а петь начал в синагоге, где его отец был хаззаном.
С декабря 1957 года был женат на певице Эйди Горме (1928—2013). В браке родилось двое сыновей. Дэвид (1960) стал кинокомпозитором («Американский пирог», «Классный мюзикл»), Майкл (1962—1986) скончался в 23 года от сердечного приступа.
В 2019 году у Стива обнаружили болезнь Альцгеймера, из-за которой он прекратил свою творческую деятельность.
Умер 7 марта 2024 года от осложнений, вызванных болезнью Альцгеймера, в Лос-Анджелесе в возрасте 88 лет.

## Дискография

### Студийные альбомы (избранное)
- 1958 — Here’s Steve Lawrence (The Billboard 200 № 19)
- 1961 — Portrait of My Love (№ 76)
- 1963 — Winners! (№ 27)
- 1964 — Academy Award Losers (№ 135)
- 1964 — Everybody Knows (№ 73)
- 1964 — What Makes Sammy Run? (Original Broadway Cast) (№ 28)
- 1965 — Steve Lawrence Show (№ 133)
- 1967 — Together on Broadway (№ 136)
- 1969 — Real True Lovin' (№ 188)
- 1969 — What It Was, Was Love [Original Soundtrack] (№ 141)